# 约翰·克鲁伊夫竞技场
约翰·克鲁伊夫竞技场（荷蘭語：Johan Cruijff ArenA），原名阿姆斯特丹竞技场（荷蘭語：Amsterdam ArenA）是一個位於荷蘭阿姆斯特丹的足球場。球場由1993年開始興建，秏資€1億4千萬，采用可开合屋顶设计。球場於1996年8月14日投入使用，可以用於足球、美式足球及演唱會等用途。當進行球賽時，球場會有51,628個座位，而演唱會進行時更會有68,000個座位。
球場由1996年起便是傳統荷蘭勁旅阿積士的主場，球場亦是2000年歐洲國家盃的比賽場地之一。很多荷蘭和其他國家的藝人都會在球場舉行演唱會。

## 歷史

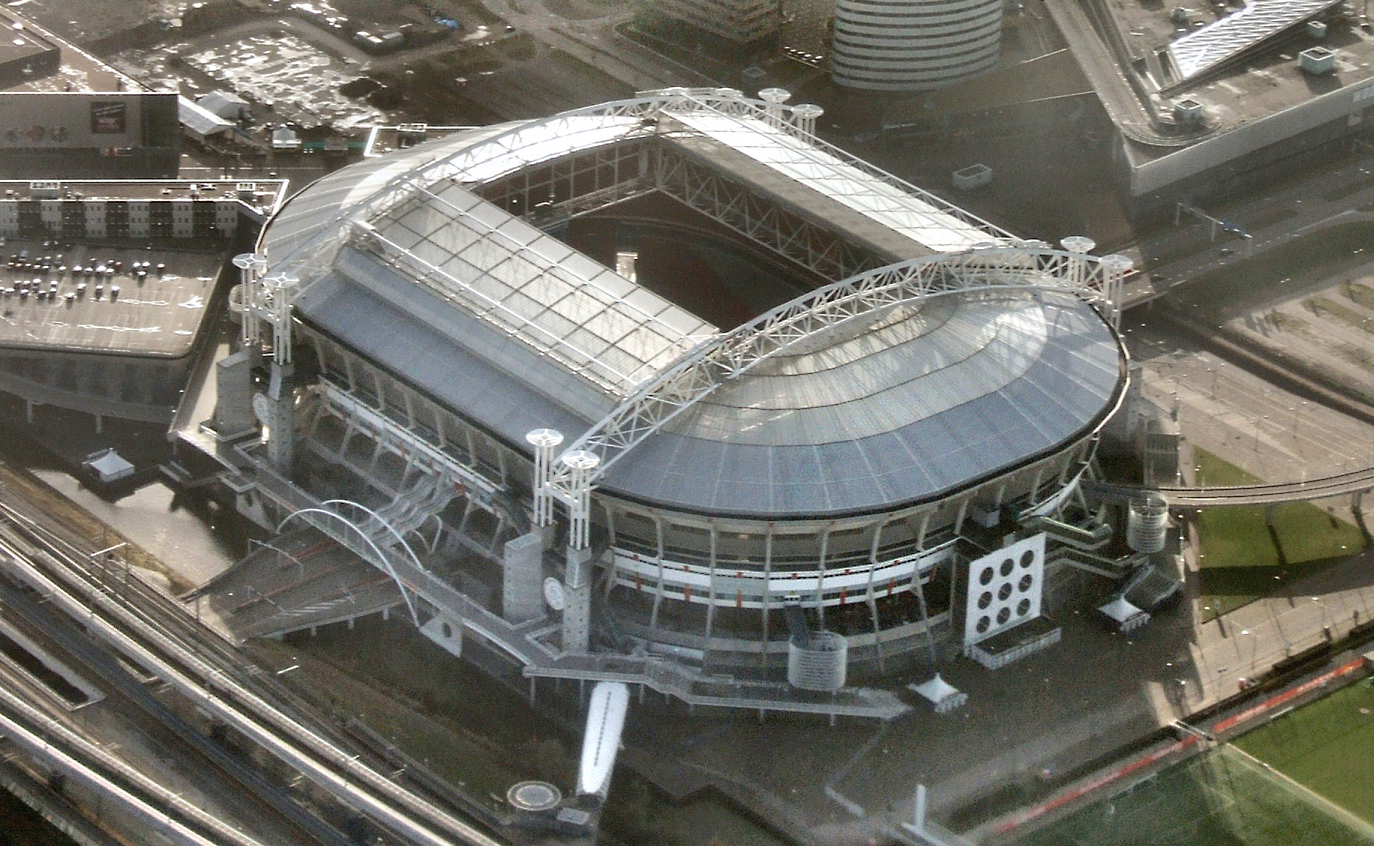
球場外觀

阿姆斯特丹是六個申辦1992年夏季奧林匹克運動會的六個城市之一。因此，1986年，政府做計劃興建一個可以容納55,000人的新體育場，內含新的草地及跑道。可是，阿姆斯特丹最後並不能取得申辦權，而新球場的計劃亦被逼暫停。1990年，政府重提新球場的概念。這時，阿積士又希望獲得一個新球場，因為舊球場已經滿足不到球迷的需要了。
另外一個球場設計在這時亦出爐了，設計沒有了跑道，變成一個專用足球場，並把容量降至50,000。1993年，阿姆斯特丹政府授權這個計劃的開始。球場由1994年動工，並於1996年完成。
球場建成後被命名為阿姆斯特丹體育場。2018年，體育場管理方為紀念於兩年前去世的荷蘭著名足球明星約翰·克魯伊夫，決定於下一賽季起將體育場更名為“約翰·克魯伊夫競技場”

## 建築及設備
這是一個全座位的球場，可以容納51,628人。當舉行演唱會時，球場更可以容納68,000人。在球場內有500個泊車位，場外更有12,000個車位。
阿姆斯特丹球場是荷蘭2個歐洲足協五星級足球場之一。另外一個是位於鹿特丹的飛燕諾球場。
阿積士博物館也在這個球場內，可以在內了解阿積士的一百年歷史。

## 體育項目

### 足球
1997-98年度的歐洲聯賽冠軍盃決賽曾在本球場上演。當時，皇家馬德里憑著米亞托維奇的入球以1-0擊敗意大利冠軍祖雲達斯。
球場亦是2000年歐洲國家盃的其中一個比賽場地。

## 音樂活動
球場可以舉行演唱會，各地不少明星都會在球場舉行盛大的演唱會，前提是鄰近數天都沒有體育賽事的舉行。因為，球場是以體育項目作為優先的。

## 外部連結
- Amsterdam ArenA website （页面存档备份，存于）
- Aerial photo (Google Maps) （页面存档备份，存于）
- Stadium Guide to the Amsterdam ArenA （页面存档备份，存于）
- Ajax Museum

| 前任： 奧林匹克體育場 慕尼黑 | 歐聯 決賽場地 1998年 | 繼任： 魯營球場 巴塞隆拿 |